# 中田裕二
中田 裕二（なかだ ゆうじ、1981年4月17日 - ）は、日本のミュージシャン、歌手。熊本県熊本市出身。

## 略歴・概要
- 中学2年生からバンド活動を開始し、18歳で熊本から仙台へ移住[1]。

- 2000年に宮城県仙台市で椿屋四重奏を結成[2]。2001年に上京する[3]。バンド活動と並行して2009年にカバー曲中心のソロ・プロジェクト「SONG COMPOSITE」(2014年7月まで)を始動[4][5]。2010年12月31日に仙台で行われたカウントダウンライブをもって椿屋四重奏解散とし、結成から10年間同バンドのリーダー兼ボーカル・ギター、プロデューサーとして活動した[6][7]。
- バンド解散後の2011年に東日本大震災が発生し、その直後2011年3月17日に楽曲「ひかりのまち」の音源をYouTubeにて公開。3月25日に配信スタートとなり、楽曲の収益の全額は震災の義援金として寄付される[8]。同年11月23日には、ソロ活動後初となるアルバム『école de romantisme』をリリースした[9]。
- 1stアルバム後は、ほぼ毎年のペースでコンスタントなアルバムのリリースと全国ツアーを行っている[10][11]。2020年には2枚のアルバムをリリースした[12][13]。
- 2014年6月から全国を巡る弾き語りツアー"中田裕二の謡うロマン街道"[14][15]、2015年12月から年末恒例"年忘れ公演"を始動[16]。(各詳細は同タイトルの見出しに記述。)2016年には全国ツアー・アコースティック編成ライブ・"中田裕二の謡うロマン街道"を同時開催した[17]。
- ソロ10周年に当たる2021年に記念イヤー第1弾として自身40歳の誕生日である4月17日にLINE CUBE SHIBUYA(渋谷公会堂)にてアニバーサリーライブを開催。ライブやレコーディングで中田をサポートしてきたミュージシャン14名を迎え、アンコールではサプライズで椿屋四重奏が一夜限りの復活。ドラムの小寺良太、ベースの永田貴樹と共に椿屋四重奏初期の「群青」「成れの果て」を披露した。ラストはゲストミュージシャン達が再びステージに集結し、ソロ中田裕二としてアンコール2曲を歌い幕が下りた[18]。
- 2021年6月19日に記念イヤー第2弾として"ANOTHER SIDE OF TWILIGHT WANDERERS" と題したライブをビルボードライブ東京にて開催。普段のライブではあまりセットリストに入れない「裏ベスト」な選曲で、ファン投票でも人気の高い楽曲を中心に披露した[19]。
- 2021年8月28日には記念イヤー第3弾として"中田裕二の椿屋探訪"と題したライブを東京キネマ倶楽部にて開催。今の中田裕二の解釈でアレンジした椿屋四重奏の楽曲だけに絞ったスペシャルライブで椿屋四重奏の3rdアルバム「TOKYO CITY RHAPSODY」(2008年)収録の"トーキョー・イミテーション"からスタートし、ラストは椿屋四重奏1stアルバム「深紅なる肖像 」(2004年)収録の"空中分解"で締めくくった[20][21]。自身によるとアレンジをする際、色々な洋楽的アプローチを各曲に施したとラジオ番組で語っている[22]。
- 2021年10月29日に記念イヤー第4弾にしてファイナルを飾るライブ"中田裕二と弦楽の調べ"をビルボードライブ横浜にて開催。椿屋四重奏後期からストリングスアレンジを依頼してきた四家卯大率いる弦カルテットとsugarbeansのピアノのみをバックに中田がヴォーカリストに徹するという初編成でのライブとなった[23]。
- 自身のデビュー20周年に当たる2023年、「椿屋四重奏二十周年」の名のもと夏限定でライブを開催。メンバーはオリジナルメンバーの中田、小寺良太(Dr)に加え、2011年以降の中田のソロ活動を支えてきた奥野真哉(Key)、隅倉弘至(Ba)、カトウタロウ(Gt)。7月15日のJOIN ALIVE 2023の出演を皮切りに8月11日にはバンド結成の地・仙台にて”伊達男頂上決戦”と題し同期バンドTHE YOUTHとのツーマン、デビュー記念日である8月27日には東京・昭和女子大学人見記念講堂にて”真夏の宵の夢”と題したワンマンライブを行った。この日のアンコールでは2011年のバンド解散と共に引退を表明したオリジナルメンバーの永田貴樹(Ba)がサプライズ出演。バンド結成時と同じく作務衣に身を包んだ3人でデビュー作『椿屋四重奏』のオープニングナンバーである「群青」と同アルバム収録の「かたはらに」を披露した。当初北海道、宮城、東京での3公演のみが発表されていたが宮城と東京のチケットに予定枚数を大きく上回る申し込みが殺到し、両公演は即日完売。この状況を受け、9月4日にGORILLA HALL OSAKAにて”続・真夏の宵の夢”と題した追加公演をワンマンライブにて開催した[24][25][26]。
- 2023年7月から開催された「椿屋四重奏二十周年」名義でのライブ活動が『椿屋四重奏二十周年スペシャルプログラム』と題した特別番組でスペースシャワーTVにて9月28日に150分にわたって放送された。特番は8月27日に東京・昭和女子大学人見記念講堂で行われたワンマン”真夏の宵の夢”の模様に加えこの番組のために用意された特別映像で構成されていた[27]。
- 2023年に開催された「椿屋四重奏二十周年」のアンコールツアーとして”椿屋四重奏2025”の名のもと、2025年2月24日大阪・なんばHatchを皮切りに全国7か所にてワンマンライブツアーが開催された。ツアータイトルは『椿屋酔夢譚』。メンバーはオリジナルメンバーの中田、小寺良太(Dr)に加え隅倉弘至(Ba)、カトウタロウ(Gt)、高野勲(Key)[28]。ツアーファイナルとなった2025年3月20日東京・豊洲PITの会場にて、2005年に東京で開催された椿屋四重奏の3本の単独公演がフルサイズで収録された映像作品『椿屋四重奏映像記録2005 -愛と幻の導火線-』が一般流通に先駆け発売された[29]。

## 人物・エピソード
- 生活の中に作曲時間が組み込まれているため日常的にギターや鍵盤を弾きながら作曲しており、曲のフレーズはおのずと浮かぶという[30]。
- 作曲スイッチが入ると1週間で毎日1曲ずつデモが出来るときもあり、詞と曲はほぼ同時に出来上がることが多いと語っている[31]。

- 中田自身が影響を受けたアーティストにCHAGE and ASKA、安全地帯、THE YELLOW MONKEY、ORIGINAL LOVEを挙げている。幼少期に『ものまね王座決定戦』でCHAGE and ASKAの物真似をする栗田貫一を見たことで歌の存在を知ったとインタビューで述べている[32][33]。
- 小学生から中学生にかけてラジオ番組で様々な音楽を知り、特に中学生の頃に聴いていたラジオ番組で主に影響を受けたアーティストの他にも洋楽やフォーク、江利チエミなどの昭和歌謡も覚えその時期に聴いていたものに自身の好きなものが詰まっているという[34]。

- 中学1年生のクリスマスプレゼントにギターを買ってもらったことが自身の音楽家としての原点となる[31]。ギターを手にして1週間ほどで3コード(C、G、Am)を覚えすぐにオリジナルを1曲作り、そこから作詞作曲を始めたとテレビ番組で語っている[33]。当時はデモテープを制作したり友人宅でライブを行っていた。コンテストにも出場し、中学3年生の終りに音楽の世界でやっていくことを決めたという[35]。
- 椿屋四重奏のベーシストだった永田貴樹は熊本市立京陵中学校時代の同級生である。永田によると、中学校時代から「本当にプロになってやっていく」と語っていたといい、卒業アルバムにも「ロック・スターになる」と書いていたとテレビ番組で語っている[36]。
- 自身が18歳だった頃は日本のことを考えていたと、2011年11月6日放送の「スペシャエリア」でのゲスト出演時に発言しており、TPPには反対であるという意見を同番組内や自身のブログで述べている[37]。
- 椿屋四重奏時代の2005年に、映画『誰が心にも龍は眠る』に出演し、主人公の幼馴染役であるユキオを演じている。同作品には主題歌として、バンドの楽曲である「紫陽花」が使われていた[38]。

- 椿屋四重奏時代は、ほぼ全ての楽曲で作詞・作曲・編曲を担当しており(「いばらのみち」の作詞のみ松井五郎との共作[39])、作品作りの作業はほとんど一人でやっていたという。この事について本人は「性格的にというか、元々ひとりで何でもやらないと気が済まない所があって」と語っている[40]。
- 椿屋四重奏の結成時が3人編成だった理由の1つに「（自分のギターの技量が）ちょっと上手かったから、あの歳にしては」ということを、メジャーデビュー当時に鹿野淳との対談で本人が語っている。3人体制で発表されたCD音源では、リードギターを含めたギターの部分を彼が弾いている[36]。
- ジャズのテンションコードやオープン・チューニングを絡めたボイシング、複雑なコード進行を多用するなどのギタースキルは全て耳で拾った独学だとラジオ番組で語っている[31]。
- ORIGINAL LOVEの田島貴男は「いつか熊本で一緒にライブをした時、彼のギターの腕前に度肝を抜かれた。」と中田のソロ10周年記念BOOKに寄せたメッセージ内で述べている[41]。2015年11月22日に開催された『田島貴男 ひとりソウル・ツアー 2015』で中田がオープニングアクトを務め[42]、2021年5月29日に開催されたラジオパーソナリティ中村貴子主催の『貴ちゃんナイトvol.13』では田島とのツーマンでライブを行った[43]。2015年、2021年共にORIGINAL LOVEの「接吻」で田島と共演を果たしている[44][45]。
- ソロ前期に当たる4thアルバム「BACK TO MELLOW」(2014年)まではほぼ全ての楽曲においてベースも中田自身が弾いており、ベースの録音に関しては1曲2時間ほどのペースで完了していたという[46]。「ベースマガジンにも出たことがある」と述べており、アコースティック編成のライブでベースを弾きながら歌ったこともある[47]。5thアルバム「LIBERTY」(2015年)以降は自身で弾かない楽曲も増え始め[48]、6thアルバム「thickness」(2017年)からは中田のライブでもメンバーを務めた海外の著名アーティストとの共演経験もあるソウルミュージックに造詣が深いベーシスト、SOKUSAIをレコーディングに迎えるようになるなど現在では各楽曲の音像に合ったプレイスタイルのベーシストがレコーディングに参加している[49][35][50]。
- 歌謡曲をルーツとして持ち様々な情景描写や人生の機微を美しく描き出す歌詞には定評があり[51][52]、『短編小説のような』『ショートムービーのような』など歌詞の世界から絵が浮かぶと評されている[53][54]。
- 中田が歌う意味として「孤独と戦う人のために歌う。自問自答しながら葛藤する人間の歌を歌う。」とブログで述べている[55]。
- 「音楽は苦しい時に聴くことのほうが多い。そういう部分をわかちあうもの[56]」と述べており、「人生には色々なカタチがあり、凝り固まった意識を自由にしてくれるのが音楽の力。自分はそうやって音楽に救われてきた。聴いている人が色んなヒントを見つけることができるような音楽を作り続けていきたい。」とDVDのインタビューで語っている[35]。
- ファンからグラビア女優の壇蜜のブログのプロフィールに好きなアーティストはキリンジと椿屋四重奏と記載されている事を知り、ライブのMCで話した事をきっかけに話題となり、雑誌『音楽と人』の編集長 金光裕史の計らいで中田の誕生日に両人の対談が実現した[57]。
- 自身の音楽のルーツとなった海外アーティストにトム・ウェイツを挙げている。16歳の頃、同氏のアルバム「スモール・チェンジ」(1976年)の1曲目に収録されていたトム・トラバーツ・ブルースを聴いて衝撃を受けたという。自身の音楽のコード進行、哀愁感、ダンディズムはそこから影響を受けたのがおそらく最初だと語っている。2021年9月17日に配信リリースされた自身のシングル「Terrible Lady」でようやくトム・ウェイツ的世界観が描けたという。同曲はピアノで作曲した[58]。
- 「日本のメインカルチャーの音楽は主流の音に合わせていく傾向があるため似たものが多くなるが、自分はそれは絶対にやりたくない。誰もやっていない道で音楽を作っていくことが自分のやるべき仕事。」とラジオ番組で語っている[58]。
- 2024年5月15日にリリースされた13thアルバム「ARCHAIC SMILE」に収められている全楽曲は作詞・作曲だけでなく、すべての楽器の演奏も中田1人が担当した。アルバム全曲を自身だけで制作したのは今作が初となる[59]。

## SONG COMPOSITE
- 2009年[60]～2014年7月までおよそ2年周期で開催していたオリジナルとカヴァーを交えたアコースティック編成でのライブ。2014年のみバンド編成。略称はコンポジ[61][62][63]。
- 会場には椅子または指定席が用意されていたが、「部屋、リビング感を出したい」という本人の意向もあり、通常のライブより会場のキャパが狭くチケット入手が難しいライブだった[60]。
- セットリストのカヴァー曲は70年代～90年代の日本歌謡曲を中心に(60年代・2000年代も含む)往年の洋楽スタンダードナンバーやヒット曲で構成されていた[64]。
- 2014年6月18日に企画と同タイトルの初カヴァーアルバムを発売[65]。これを引っさげてのツアーもコンポジ初のバンド編成で行い"SONG COMPOSITE SPECIAL"と銘打ち全国10公演と、自身初のビルボード東京にて追加公演が行われた[62][66]。

帯同したミュージシャンに"ザ・ブルーネオンズ"とバンド名を付け合間に参加した各フェスも同バンド編成で演奏された。
[参加メンバー]
奥野真哉 Key(SOUL FLOWER UNION) / 平泉光司Gt(COUCH, benzo) /小松シゲル Drs (NONA REEVES) / 隅倉弘至 Ba (初恋の嵐)
- 2014年の"SONG COMPOSITE SPECIAL"にて同ライブを「シンプルに言えばいい歌を愛情とリスペクトを込めて歌い繋いでいくという意味があるが、自分が昔から大好きな歌謡曲には人の心に深く作用する力があり、それを自分はどうしても失くしたくない。」と語っている[68]。
- カヴァーアルバムはオケが既に完成している状態で、それに歌を入れるだけという自身にとっては"シンガー中田裕二"としての初の試みだったという。"歌い手"としての挑戦をしたことでその後の自身の活動スタイルとクリエイターとしての更なる情熱に繋がったと10周年記念BOOK内のインタビューで述べている[69]。

## 中田裕二の謡うロマン街道
- 2014年6月から始まった"期間やテーマを限定しない、中田単独での弾き語りツアー"と称したカヴァーやオリジナルを交えたギター、鍵盤での弾き語りライブ。セットリストは無く、その場で曲を決めていくスタイルで進行される[15][70]。
- "良い景色・ロケーションで唄う事によってしっかりと非日常を楽しむことができるように"というのが主なコンセプト[35]。通常のツアーでは回れない、ライブBar・洋館・劇場などで開催しており、会場のキャパは50人ほどのところから600人ほど収容可能なホールまでその都度様々[15]。

- このライブをやる意味として「これをおろそかにしたらバンド編成のライブもできない。バンドもしっかりとやるためにとにかく最小限で成り立つものをやる。基本は歌一点。これでどこまで色んな景色を見せられるか。自分の音楽活動の基本になっている。」と語っている[35]。

## 年忘れ公演
- 2015年12月29日・30日に日本橋三井ホール5周年記念公演として開催したことをきっかけに翌年から毎年年末恒例のワンマンライブとなる[71][16]。
- 日本橋三井ホールでの2daysライブで、1日目はバンド編成、2日目は"日本橋 謡うロマン街道 ひとり忘年会"と題した中田単独での弾き語りスタイルで行われている。(毎年ではないがこれまでに横浜・大阪でもバンド編成で開催している。)中田は同会場を"ホーム"と称しており、最多出演者の記録を更新中[14][72]。

## サポートメンバー
- YANCY
  - キーボード担当。元椿屋四重奏のサポートメンバーであり、「SONG COMPOSITE」のツアーにも帯同していた[4]。1stアルバムのレコーディング、ツアーメンバーとして参加[73]。2021年に開催された中田のソロ10周年記念ライブにも出演した[18]。
- 奥野真哉
  - キーボード担当。ソウル・フラワー・ユニオンのメンバー。椿屋四重奏の頃からレコーディングに参加。中田のソロ転向後も楽曲アレンジやレギュラーサポートメンバーとして参加している[74][75]。
- 四家卯大
  - チェロ担当。ロック・ポップス・ジャズ・即興演奏など多彩なジャンルで国内外の多数のアーティストのレコーディング、ライブ等で活躍している。椿屋四重奏時代から、中田の楽曲には欠かせないストリングスのアレンジやレコーディングで参加している[23][46]。
- 吉田佳史
  - ドラムス担当。TRICERATOPSのメンバー。ソロ初期のアルバムでレコーディングに参加[76]。

- 竹内朋康
  - ギター担当。元SUPER BUTTER DOGのギタリストであり、現在はマボロシ、竹内朋康 & The Laidbacks、Dezille Brothersなどで活動している。1stツアーのメンバーとして参加していた[73]。
- 小松秀行
  - ベース担当。元ORIGINAL LOVE。1stアルバムのレコーディング、ツアーメンバーとして参加していた[73]。小松秀行からブラックミュージックに関する深い知識を教わったとインタビューで述べている[77]。
- 小松シゲル
  - ドラムス担当。ノーナ・リーヴスのメンバー。様々なミュージシャンのサポートとしても活動している。1stアルバムからレギュラーサポートメンバーとして参加した[74][73]。
- 白根賢一
  - ドラムス担当。GREAT3のメンバー。『中田裕二TOUR '11-'12 tour de romantisme』の一部公演でサポートを務め、2ndアルバムからレギュラーサポートメンバーとして参加した[74][78]。
- 椎野恭一
  - ドラムス担当。AJICO、GOMA & Jungle Rhythm Section、free as The Voidのメンバー。宮本浩次をはじめ、様々なミュージシャンのサポートに携わっている。ソロ初期のアルバムでレコーディングに参加[76][78]。
- カトウタロウ
  - ギター担当。元BEAT CRUSADERSのメンバー。現在はZIGGYのサポートメンバーも務める。「JAPAN JAM 2012」公演では、中田と小松シゲル、カトウを含めた3人バンド「COMPOSITE 3」として登場した（名義はソロのまま）[79]。
  - 元々ハモることが好きだったというカトウが中田の1stツアーを観た際、中田の曲にはハーモニーのフレーズがたくさんあるのにライブでそれが聴こえないのはもったいない。歌を活かしてほしい。と思い、自ら一緒に何かやりたいと声をかけたということをインタビューで語っている[80]。
  - 中田のライブではギター、コーラス以外にも司会やグッズの詳細説明の担当としても知られており、カトウによるグッズ紹介コーナーの時間が設けられている[75][74]。
- 真船勝博
  - ベース担当。FLOWER FLOWERのメンバー。EGO-WRAPPIN'をはじめ、様々なミュージシャンのサポートに携わっている。2ndアルバムからレギュラーサポートメンバーとして参加した[74][78]。
- 野崎"notch"泰弘
  - キーボード担当。様々なミュージシャンのサポートに携わっている。「tour'12 IMPERIAL SUITE」では奥野が参加出来ない公演に参加した[81]。
- 朝倉真司
  - パーカッション担当。2012年以降レギュラーサポートメンバーとして参加した[74]。FNS歌謡祭など沢山のアーティストに携わっているため、中田によく「売れっ子」と紹介されていた[82]。
- 隅倉弘至
  - ベース担当。初恋の嵐のメンバー。中田とは椿屋四重奏がインディーズデビューする前からの付き合いであり、隅倉がドラムの小寺良太を中田に紹介したことにより3人体制の椿屋四重奏が確立された。そのため"椿屋の師匠"と呼ばれている。2014年頃からレギュラーサポートメンバーとして参加している[62][74]。
- 平泉光司
  - ギター担当。benzo、COUCHのメンバー。2014年頃からレギュラーサポートメンバーとして参加しており、ライブではカトウタロウと共に中田の楽曲において重要パートとなるコーラスも担当している[62][74]。
- 本間将人
  - サックス担当。JAM companyのリーダー。DREAMS COME TRUE、ゴスペラーズ、スガシカオをはじめ、様々な著名アーティストとの共演で活躍している。中田の楽曲でのホーンアレンジ・レコーディングで参加しており、2016年には「中田裕二のジャジーエクスペリエンス」のバンドマスターも務めた[83][84][85]。
- 長田進
  - ギター担当。Dr.StrangeLoveのメンバー。井上陽水、吉田拓郎、Coccoなど多数のミュージシャンのサポートに携わっている。中田のレコーディングに参加[86]。
- SOKUSAI
  - ベース担当。ジョン・レジェンド、JUJUなど国内外の著名アーティストのライブやレコーディングで活躍している[87]。「中田裕二のジャジーエクスペリエンス」でのライブサポート、レコーディングに参加[83][84][85]。
- 冨田謙
  - キーボード担当。宇多田ヒカル、ORIGINAL LOVE、堀込泰行など多数のミュージシャンのサポートに携わっている。中田のレコーディングやライブに参加[88]。
- 田中"TAK"拓也
  - ギター担当。ラファエル・サディークやGUYなど海外著名アーティストとのスタジオセッションの経験、スティーヴィー・ワンダーとの共演などR&Bをベースにしながら広範囲なギタースタイルで多数のミュージシャンのサポートに携わっている。「朝焼けの彼方に」MV出演や「中田裕二のジャジーエクスペリエンス」でのライブサポート、レコーディングにも参加[89][85]。
- 楠均
  - ドラムス担当。Qujilaのメンバー。KIRINJIの元メンバー。中田のレコーディングに参加[90]。
- 千ヶ崎学
  - ベース担当。シネマティックインストゥルメンタル・デュオ、玄学二重奏のメンバー。KIRINJIの元メンバー。様々なミュージシャンのサポートに携わっている。2018年のアルバムから中田のレコーディングやライブに参加[90][74]。
- Tomi Yo
  - キーボード担当。玉置浩二、土岐麻子をはじめ、様々なミュージシャンのサポートに携わっている。中田の7thアルバム「NOBODY KNOWS」、8thアルバム「Sanctuary」、9thアルバム「DOUBLE STANDARD」で共同アレンジャーとして迎え、レコーディングやライブのメンバーとしても参加した[90][74]。
- 石若駿
  - ドラムス担当。Answer to Remember/CRCK/LCKS/SMTK/Millennium paradeのメンバー。ジャズをベースにしながら様々なバンドで活躍している。中田が知人のライブで石若の演奏を観たことがきっかけでレコーディングに参加するようになる[49]。
- 新井和輝
  - ベース担当。King Gnu/millennium paradeのメンバー。石若駿の紹介により中田のレコーディングに参加[90][49]。
- sugarbeans
  - キーボード担当。ソロ名義でシンガーソングライターとして活動。大森靖子、堂島孝平、森山良子をはじめ、多数のミュージシャンのサポートに携わっている。中田のレコーディングやライブに参加している[23][74]。2020年には中田と2人でのアコースティック編成ライブを務めた[52]。
- 八橋義幸
  - ギター担当。The Uranus/Yoshiyuki&Megumiのメンバー。Superfly、堀込泰行、BONNIE PINKなど様々なミュージシャンのサポートに携わっている。中田のレコーディングやライブに参加[72][74]。
- 張替智広
  - ドラムス担当。キンモクセイ/HALIFANIEのメンバー。井上陽水はじめ、様々なミュージシャンのサポートとして活動している。中田のレコーディングやライブに参加している[74]。

## ディスコグラフィ

### 配信限定シングル
1. ひかりのまち（2011年3月25日）（DLの収益は東日本大震災の復興支援として活用される事になっている）
2. ベール（2011年11月9日）
3. 灰の夢（2012年8月29日）
4. MIDNIGHT FLYER （2013年7月17日）（c/w: BUG/イニシアチブ）
5. ランナー（2019年3月13日）
6. 幻を突き止めて（2019年4月17日）
7. 海猫(2020年3月18日)  (同年4月15日リリースの9thアルバム「DOUBLE STANDARD 」の発売に先駆けて先行配信された。)
8. 君が為に(2020年9月9日)  (同年11月18日にリリースされた10thアルバム「PORTAS」にはalbum versionとして収録されている。)
9. BACK TO MYSELF (2020年10月10日)  (同年11月18日リリースの10thアルバム「PORTAS」の発売に先駆けて先行配信された。)
10. TWILIGHT WANDERERS (2021年3月10日)  (同年3月17日にリリースされた自身初のソロ10周年ベストアルバム「TWILIGHT WANDERERS BEST OF YUJI NAKADA 2011-2020-」の発売に先駆けて先行配信された。)
11. Terrible Lady (2021年9月17日)  (同年11月17日リリースの11thアルバム「LITTLE CHANGES」の発売に先駆けて先行配信された。)
12. わが身ひとつ (2021年10月17日)  (同年11月17日リリースの11thアルバム「LITTLE CHANGES」の発売に先駆けて先行配信された。)
13. ハグレモノ (2023年4月5日)  (同年4月26日リリースの12thアルバム「MOONAGE」の発売に先駆けて先行配信された。)
14. ビターネス (2024年5月8日) (同年5月15日リリースの13thアルバム「ARCHAIC SMILE」の発売に先駆けて先行配信された。)
15. ADABANA (2024年5月8日) (同年5月15日リリースの13thアルバム「ARCHAIC SMILE」の発売に先駆けて先行配信された。)

### 参加作品
| 発売日         | 曲名                    | 収録作品                                                           |
| -------------- | ----------------------- | ------------------------------------------------------------------ |
| 2016年8月3日   | 青天井のクラウン        | ソウル・フラワー・ユニオン＆ニューエスト・モデル 2016 トリビュート |
| 2017年2月22日  | め組のひと              | 真夏のイノセンス[作詞家]売野雅勇Hits Covers                        |
| 2017年6月28日  | HOLD YOU feat. 中田裕二 | ISEKI（元キマグレン）のアルバム「AOR FLAVA -mellow green-」        |
| 2020年12月25日 | さるこうよ              | EXILE NESMITH, Leola & 中田裕二「さるこうよ」                      |

## 楽曲提供
| 曲名               | 歌手           | 収録作品                                 | Ref.   |
| ------------------ | -------------- | ---------------------------------------- | ------ |
| TARGET             | 杏子           | アルバム「Just」                         |        |
| リビドーに告ぐ     | Superfly       | アルバム「WHITE」                        |        |
| Spider trap        | シシド・カフカ | アルバム「トリドリ」                     |        |
| 仮縫いのドレス     | 寺嶋由芙       | アルバム「サバイバル・レディ」           |        |
| 過失               | 中江有里       | アルバム「Impression-アンプレッシオン-」 | [ 92 ] |
| こんなにも愛してる | 石川ひとみ     | アルバム「笑顔の花」                     | [ 93 ] |

## 編曲
| 曲名           | 歌手     | 収録作品              | 備考            |
| -------------- | -------- | --------------------- | --------------- |
| 氷に閉じこめて | Superfly | シングル「Ambitious」 | ※コーラスも担当 |

## タイアップ
| 曲名             | タイアップ                                   | 収録作品                      | Ref.   |
| ---------------- | -------------------------------------------- | ----------------------------- | ------ |
| 世界は手のうちに | 日本テレビ系『PON!』エンディングテーマ       | 4thアルバム「BACK TO MELLOW」 | [ 94 ] |
| SO SO GOOD       | テレビ朝日系『じゅん散歩』エンディングテーマ | 5thアルバム「LIBERTY」        | [ 95 ] |

## ミュージックビデオ
| 監督         | 曲名                                                                    |
| ------------ | ----------------------------------------------------------------------- |
| 石原周太郎   | 「シルエット・ロマンス」                                                |
| 及川謙一     | 「ひかりのまち」                                                        |
| 中田裕二     | 「MIDNIGHT FLYER」「UNDO」                                              |
| 重松淳也     | 「ベール」「灰の夢」                                                    |
| 野村 徹      | 「薄紅」「STONEFLOWER」                                                 |
| 青木亮二     | 「朝焼けの彼方に」「ただひとつの太陽」「THE OPERATION」「IT'S SO EASY」 |
| 椙本晃佑     | 「Deeper」                                                              |
| 脇坂侑希     | 「正体(another ver.)」                                                  |
| 谷本雅洋     | 「ロータス」                                                            |
| 高橋一生     | 「ランナー」                                                            |
| Pennacky     | 「幻を突き止めて」                                                      |
| 松永つぐみ   | 「海猫」「ゼロ」「わが身ひとつ」                                        |
| 渡邉一生     | 「君が為に」                                                            |
| Helen Ratner | 「BACK TO MYSELF」                                                      |
| 笹原清明     | 「Terrible Lady」                                                       |
| 伊藤聖也     | 「ハグレモノ」                                                          |
| 伊藤聖也     | 「ビターネス」                                                          |

＊YouTubeにて公開された音源＊
・2011年3月17日 - 「ひかりのまち」
・2011年3月25日 - 「ひかりのまち(Take2)」

## 主なライブ

### ワンマンライブ・主催イベント
- 2011年12月04日-2012年03月11日/追加公演3月14日 赤坂BLITZ（26公演) - TOUR '11-'12 "tour de romantisme"

- 2012年10月18日-12月18日/追加公演12月23日 赤坂BLITZ（22公演）- TOUR '12 "IMPERIAL SUITE"

- 2013年05月25日-07月16日（18公演) - yuji nakada presents "SONG COMPOSITE 2013"
- 2013年09月28日-12月17日（25公演) - TOUR '13 "INTO THE GALAXY"
- 2014年04月17日、19-20日（ソロ初の自主企画）- yuji nakada presents "THE SONG STATION～ロマンサーズ・アワー～"
- 2014年06月19日-07月17日（10公演）yuji nakada presents "SONG COMPOSITE SPECIAL"  カヴァーアルバムリリースツアー
- 2014年07月24日 SONG COMPOSITE SPECIAL at Billboard Live TOKYO
- 2015年01月24日-03月07日/追加公演3月28日 赤坂BLITZ  (15公演) - TOUR '15 "BITTER SWEET"
- 2015年04月16、17日 (2公演) yuji nakada presents "spring has come!"
- 2015年07月05日-08月13日 (9公演) trio saloon tour 15 "minimal dandyism"
- 2016年01月16日-03月26日 (6公演) trio saloon tour 16 "minimal dandyism 2"
- 2016年02月25日-04月17日 (7公演) - TOUR '16 "LIBERTY"
- 2016年07月27日-08月28日 (6公演) "中田裕二のジャジーエクスペリエンス"
- 2017年03月25日-05月28日 (11公演) - TOUR '17 "thickness"
- 2018年05月10-07月01日/追加公演7月18日 横浜大さん橋ホール (15公演) - TOUR '18 "NOBODY KNOWS"
- 2019年05月16日-06月30日 (11公演) - TOUR '19 "Sanctuary"
- 2019年09月15日-09月29日 (5公演) - trio saloon tour 19 "minimal dandyism3"
- 2021年01月10日-02月18日 (9公演) - TOUR '20 "DOUBLE STANDARD"振替公演 (弾き語り)
- 2021年04月17日 YUJI NAKADA 10TH ANNIVERSARY SPECIAL LIVE vol.1  "ALL THE TWILIGHT WANDERERS" at LINE CUBE SHIBUYA(渋谷公会堂)
- 2021年06月19日 YUJI NAKADA 10TH ANNIVERSARY SPECIAL LIVE vol.2  "ANOTHER SIDE OF TWILIGHT WANDERERS" at Billboard Live TOKYO
- 2021年08月28日 YUJI NAKADA 10TH ANNIVERSARY SPECIAL LIVE vol.3  "中田裕二の椿屋探訪" at 東京キネマ俱楽部
- 2021年10月29日 YUJI NAKADA 10TH ANNIVERSARY SPECIAL LIVE vol.4  "中田裕二と弦楽の調べ" at Billboard Live YOKOHAMA
- 2022年03月31日-08月12日/追加公演8月18日 duo MUSIC EXCHANGE (13公演) - TOUR '22 "LITTLE CHANGES 変幻自在"
- 2023年05月13日-06月24日 (7公演) - TOUR '23 "MOONAGE SYNDROME"
- 2023年07月15日-08月27日/追加公演9月4日 GORILLA HALL OSAKA (4公演) - "椿屋四重奏二十周年”
- 2024年05月18日-06月28日 (7公演) - TOUR '24 "MASTER OF SHADOWS"
- 2025年02月24日-03月20日 (7公演) - "椿屋酔夢譚" by 椿屋四重奏2025

### 出演イベント
- 2011年05月13日 - J-WAVE LIVE SPRING～Heart to Heart～
- 2011年07月08日 - 音霊 OTODAMA SEA STUDIO 2011 「響鳴2011」
- 2011年12月29日 - COUNTDOWN JAPAN 11/12
- 2012年04月07日 - FACTORY LIVE 0407
- 2012年05月04日 - JAPAN JAM 2012
- 2012年08月04日 - ROCK IN JAPAN FESTIVAL 2012
- 2012年10月06日 - MEGA☆ROCKS 2012
- 2012年12月31日 - COUNTDOWN JAPAN 12/13
- 2013年03月17日 - HAPPY JACK 2013
- 2013年08月02日 - ROCK IN JAPAN FESTIVAL 2013
- 2013年10月14日 - MINAMI WHEEL 2013
- 2013年12月29日 - COUNTDOWN JAPAN 13/14
- 2014年03月12日 - 大石昌良、和田唱、中田裕二「The Word」
- 2014年07月20日 - JOIN ALIVE 2014
- 2014年08月10日 - ROCK IN JAPAN FESTIVAL 2014
- 2014年10月04日 - MEGA☆ROCKS 2014
- 2014年12月06日 - Act Against AIDS 2014「LIVE◎CONNECTER」supported by コカ・コーラ
- 2014年12月29日 - COUNTDOWN JAPAN 14/15
- 2015年01月17日 - FACTORY LIVE 0117
- 2015年03月11日 - J-WAVE SPECIAL HEART TO HEART 2015
- 2015年04月25日 - ヤイリギター 80周年 Anniversary Concert
- 2015年04月26日 - ARABAKI ROCK FEST.15
- 2015年06月06日 - つばき15th Anniversary 正夢になったフェス
- 2015年07月22日 - 音霊 OTODAMA SEA STUDIO 2015 柴田淳/中田裕二
- 2015年10月03日 - MEGA☆ROCKS 2015
- 2015年11月22日 - 田島貴男「ひとりソウル・ツアー 2015」オープニングアクト
- 2015年11月24日 - Act Against AIDS LIVE 2015「AOR PREMIUM NIGHT」佐藤竹善/中田裕二
- 2016年04月30日 - ARABAKI ROCK FEST.16
- 2016年07月10日 - 音霊 OTODAMA SEA STUDIO 2016 佐藤竹善/Skoop On Somebody/中田裕二
- 2016年09月24日 - GAMA ROCK FES 2016
- 2016年10月01日 - MEGA☆ROCKS 2016
- 2016年11月23日、25日 - Act Against AIDS LIVE 2016「AOR PREMIUM NIGHT」ISEKI/中田裕二
- 2016年11月27日 - Act Against AIDS 2016 LIVE in Centrair
- 2016年12月23日 - 毎日がクリスマス 2016 ISEKI/中田裕二
- 2017年01月15日 - JAM company "Live JAM"
- 2017年07月19日 - 音霊 OTODAMA SEA STUDIO 2017 The band apart/田島貴男/中田裕二
- 2017年10月01日 - Date fm 35th Anniversary MEGA☆ROCKS 2017
- 2017年12月22日 - 毎日がクリスマス10TH ANNIVERSARY! Chay/中田裕二
- 2018年07月15日 - JOIN ALIVE 2018
- 2018年10月06日 - MEGA☆ROCKS 2018
- 2018年12月14日 - 毎日がクリスマス 2018 中田裕二/NakamuraEmi
- 2019年08月10日 - JIM BEAM SUMMER FES 2019 in HOKKAIDO
- 2019年09月07日 - "MAKOTONE ACOUSTIC LIVE FES 2019" おおはた雄一/中田裕二
- 2019年10月05日 - MEGA☆ROCKS 2019
- 2019年11月30日 - Act Against AIDS 2019 in 福岡 佐藤竹善/中田裕二/NEIGHBORS COMPLAIN
- 2019年12月13日 - 毎日がクリスマス 2019 中田裕二/関取花
- 2021年05月02日 - I ROCKS 20&21 stand by LACCO TOWER
- 2021年05月29日 - 貴ちゃんナイトvol.13～I'm only 60 years old～
- 2022年10月01日 - MEGA☆ROCKS 2022
- 2023年04月08日 - I ROCKS 23 stand by LACCO TOWER
- 2023年07月15日 - JOIN ALIVE 2023 (当初の発表から変更して椿屋四重奏二十周年名義での出演)[96]
- 2023年10月01日 -  MEGA☆ROCKS 2023 (弾き語りでの出演)[97]
- 2025年08月09日 - UKFC on the Road 2025-15th ANNIVERSARY- (椿屋四重奏2025名義での出演)

## ラジオ番組

### レギュラー出演中
| 放送局                 | 番組名/ナビゲーター        | コーナー名 出演曜日・時間                                   | 概要 |
| ---------------------- | -------------------------- | ----------------------------------------------------------- | --- |
| CROSS FM               | RADIO◎CONNECTER / 相越久枝 | 『"中田裕二” 愛の夜間病棟』 毎週金曜23:00-24:00内           | 2013年10月4日の番組開始と同時にスタートし現在まで続いているコーナー。 "中田先生"と"相越婦長"がリスナーから寄せられる様々な愛に関するお悩みを診療したあと処方箋(曲)でお手当する。 2021年からはお悩み相談だけではなく、" そこに愛があれば " と題してリスナーの好きなモノ・コトであればジャンル問わずメールを受け付けている。 |
| エフエム仙台 / Date fm | SOUND GENIC / 井上崇       | VOICE GENIC 『スタンドバーゆうじ』 毎週月曜17:35頃～17:50頃 | 2021年7月5日よりレギュラーパーソナリティーを担当。 客の"たかし"と立ち飲み屋の店主"ゆうちゃん"という設定で毎週テーマに沿った自身オススメのものについて紹介するコーナー。 テーマに沿った1曲と、自身の曲の中から選んだ1曲が流れる。                                                                                           |

## 愛の夜間病棟
- 2013年10月から担当している同タイトルのラジオ番組コーナー内で自身のキャッチコピー、キャッチフレーズを募集したところにリスナーから寄せられたもの。(中田公認)
  - 『聴く魅惑のイソフラボン』  (中田の歌声や歌い方を聴くことで肌のハリ、ふっくら感に繋がるため。個人差有り。[98])
  - 『お隣、いいですか。』（中田の音楽はいつも寄り添ってくれるという意味の比喩。)(本人談：角瓶っぽい雰囲気があって良い。[99])

## 主な使用楽器

### エレキギター
- G&L Tribute Series ASAT Classic Bluesboy Semi-Hollow テレキャスター
- GIBSON SG STANDARD
- エピフォン・カジノ

### アコースティックギター/ガットギター
- Martin OMC-28E
- C.F. Martin D-35
- YAMAHA CSF-TA
- K.Yairi CE-3

【出典】